# Lesley te Winkel
Lesley te Winkel (12 oktober 1995) is een Nederlands voetballer die tot de zomer van 2016 uitkwam voor PEC Zwolle dat uitkomt in de Eredivisie.

## Carrièrestatistieken
| Seizoen                    | Club            | Land            | Competitie          | Competitie | Competitie | Beker | Beker | Internationaal | Internationaal | Overig | Overig | Totaal | Totaal |
| Seizoen                    | Club            | Land            | Competitie          | Wed.       | Dlp.       | Wed.  | Dlp.  | Wed.           | Dlp.           | Wed.   | Dlp.   | Wed.   | Dlp.   |
| -------------------------- | --------------- | --------------- | ------------------- | ---------- | ---------- | ----- | ----- | -------------- | -------------- | ------ | ------ | ------ | ------ |
| 2014/15                    | PEC Zwolle      | Nederland       | Women's BeNe League | 18         | 0          | 1     | 0     | –              | –              | –      | –      | 19     | 0      |
| 2015/16                    | PEC Zwolle      | Nederland       | Eredivisie          | 18         | 0          | 1     | 0     | –              | –              | –      | –      | 19     | 0      |
| Carrière totaal            | Carrière totaal | Carrière totaal | Carrière totaal     | 36         | 0          | 2     | 0     | 0              | 0              | 0      | 0      | 38     | 0      |
| Bijgewerkt tot 23 mei 2016 |                 |                 |                     |            |            |       |       |                |                |        |        |        |        |

## Interlandcarrière

### Nederland onder 17
Op 13 september 2010 debuteerde Te Winkel voor het Nederland –17 in een vriendschappelijke wedstrijd tegen Frankrijk –17 (2 – 0 winst).
| Interlands van Lesley te Winkel          | Interlands van Lesley te Winkel          | Interlands van Lesley te Winkel          | Interlands van Lesley te Winkel          | Interlands van Lesley te Winkel          | Interlands van Lesley te Winkel          |
| №                                        | Datum                                    | Wedstrijd                                | Uitslag                                  | Soort Wedstrijd                          | Doelpunten                               |
| Als speler bij Voetbalacademie FC Twente | Als speler bij Voetbalacademie FC Twente | Als speler bij Voetbalacademie FC Twente | Als speler bij Voetbalacademie FC Twente | Als speler bij Voetbalacademie FC Twente | Als speler bij Voetbalacademie FC Twente |
| ---------------------------------------- | ---------------------------------------- | ---------------------------------------- | ---------------------------------------- | ---------------------------------------- | ---------------------------------------- |
| 1.                                       | 13 september 2010                        | Nederland – Frankrijk                    | 2 – 0                                    | Vriendschappelijk                        | 0                                        |
| 2.                                       | 15 september 2010                        | Nederland – Frankrijk                    | 0 – 1                                    | Vriendschappelijk                        | 0                                        |
| 3.                                       | 5 oktober 2010                           | Georgië – Nederland                      | 0 – 14                                   | Kwalificatie EK 2011 –17                 | 0                                        |

### Nederland onder 16
Op 5 juli 2010 debuteerde Te Winkel voor het Nederland –16 in een vriendschappelijke wedstrijd tegen Verenigde Staten –16 (6 – 0 verlies).
| Interlands van Lesley te Winkel          | Interlands van Lesley te Winkel          | Interlands van Lesley te Winkel          | Interlands van Lesley te Winkel          | Interlands van Lesley te Winkel          | Interlands van Lesley te Winkel          |
| №                                        | Datum                                    | Wedstrijd                                | Uitslag                                  | Soort Wedstrijd                          | Doelpunten                               |
| Als speler bij Voetbalacademie FC Twente | Als speler bij Voetbalacademie FC Twente | Als speler bij Voetbalacademie FC Twente | Als speler bij Voetbalacademie FC Twente | Als speler bij Voetbalacademie FC Twente | Als speler bij Voetbalacademie FC Twente |
| ---------------------------------------- | ---------------------------------------- | ---------------------------------------- | ---------------------------------------- | ---------------------------------------- | ---------------------------------------- |
| 1.                                       | 5 juli 2010                              | Nederland – Verenigde Staten             | 0 – 6                                    | Vriendschappelijk                        | 0                                        |
| 2.                                       | 6 juli 2010                              | Noorwegen – Nederland                    | 3 – 0                                    | Vriendschappelijk                        | 0                                        |
| 3.                                       | 8 juli 2010                              | Nederland – Denemarken                   | 1 – 0                                    | Vriendschappelijk                        | 0                                        |
| 4.                                       | 10 juli 2010                             | Zweden – Nederland                       | 5 – 6                                    | Vriendschappelijk                        | 0                                        |

### Nederland onder 15
Op 15 maart 2010 debuteerde Te Winkel voor het Nederland –15 in een vriendschappelijke wedstrijd tegen Engeland –15 (3 – 3 gelijk).
| Interlands van Lesley te Winkel          | Interlands van Lesley te Winkel          | Interlands van Lesley te Winkel          | Interlands van Lesley te Winkel          | Interlands van Lesley te Winkel          | Interlands van Lesley te Winkel          |
| №                                        | Datum                                    | Wedstrijd                                | Uitslag                                  | Soort Wedstrijd                          | Doelpunten                               |
| Als speler bij Voetbalacademie FC Twente | Als speler bij Voetbalacademie FC Twente | Als speler bij Voetbalacademie FC Twente | Als speler bij Voetbalacademie FC Twente | Als speler bij Voetbalacademie FC Twente | Als speler bij Voetbalacademie FC Twente |
| ---------------------------------------- | ---------------------------------------- | ---------------------------------------- | ---------------------------------------- | ---------------------------------------- | ---------------------------------------- |
| 1.                                       | 15 maart 2010                            | Nederland – Engeland                     | 3 – 3                                    | Vriendschappelijk                        | 0                                        |
| 2.                                       | 17 maart 2010                            | Nederland – Engeland                     | 1 – 1                                    | Vriendschappelijk                        | 0                                        |
| 3.                                       | 5 juni 2010                              | Nederland – België                       | 1 – 0                                    | Vriendschappelijk                        | 0                                        |